# Club Sport Juventud La Palma
Juventud La Palma es un club de fútbol peruano de la ciudad de Huacho en el Departamento de Lima. Fue fundado el 7 de septiembre de 1950 y participa en la Copa Perú.

## Historia
Juventud La Palma fue fundado el 7 de septiembre de 1950 en la casa de don Alejandro Quiroz Chirinos ubicada en la calle La Palma de la ciudad de Huacho siendo elegido como primer presidente el propio Alejandro Quiroz. Dos años después se inscribió en la Tercera División de su distrito ascendiendo en pocos años a la Primera distrital. 
En 1972 fue campeón departamental de Lima siendo eliminados en la Etapa Regional 1973 de la Copa Perú por Octavio Espinoza de Ica. En 1977 bajo la DT. de Jorge Rojas La Torre llegó a la finalísima de la Copa Perú siendo eliminado por Atlético Torino.
En 1978 tras eliminar a José Gálvez en la etapa previa, los celestes llegaron nuevamente a la finalísima de la Copa Perú donde se coronaron campeones luego de ubicarse en el primer lugar por encima de Pesca Perú de Mollendo, Universidad Técnica de Cajamarca y Asociación Deportiva Tarma, lo que le permitió el ascenso al Campeonato Descentralizado 1979. El equipo que logró el campeonato tenía como presidente a Lizardo La Rosa, estuvo dirigido por la "Foca" Mario Gonzales y alineó con Enrique Bravo; Gustavo Pimentel, Freddy Pacherres, Jaime Herbozo y Víctor Farromeque; Jorge Pérez Carrillo, Walter Minetto y Alfonso Pando; William Huapaya, Enrique Quintana y William Vidarte.
Su primera incursión en la máxima categoría no fue la esperada, los buenos resultados no fueron sus mejores aliados y terminó el Campeonato Descentralizado 1979 igualado en el último lugar del acumulado con León de Huánuco y Colegio Nacional de Iquitos debiendo jugar un triangular para conocer al descensorista. Aquí La Palma cayo derrotado ante CNI pero venció a León; lo que le permitió salvar la categoría. 
En el Campeonato Descentralizado 1980 acabó en último lugar en la liguilla de descenso y perdió la categoría, ese año fue dirigido por Moises Barack y luego por la "Foca" Mario Gonzales.
Los palmeños estarían presentes en la finalísima de la Copa Perú de 1981 en las fechas finales bajo la DT. de Orlando de la Torre, sin embargo debió conformarse con el subcampeonato al no poder superar a Universidad Técnica de Cajamarca que logró el título y el ascenso a Primera División.
Fue uno de los equipos invitados a formar parte de la Segunda División Peruana 1983 donde llegó a estar en los primeros lugares pero finalmente no logró el título. Al año siguiente recibió una invitación para integrarse a la Primera División en el inicio de los Campeonatos Regionales.
En su nuevo debut se ubicó penúltimo en la Zona Metropolitana del Campeonato 1984 solo por delante del Octavio Espinoza. Debió jugar el torneo de Intermedia en el cual se enfrentó a los clubes que habían quedado en los primeros lugares del torneo de Segunda División donde logró salvar la categoría bajo la DT. de Víctor Zegarra. Lo mismo le ocurrió en el torneo de 1985.
En 1986 bajo la presidencia de Guillermo Calvo conformó un buen plantel realizando una buena campaña en el Regional Metropolitana y clasificando al Descentralizado. Al año siguiente los resultados serían negativos en Torneo Regional de 1987 y desde la Intermedia perdió la categoría tras perder por penales ante Guardia Republicana, siendo sentenciado a jugar en la Segunda División.
En la Segunda División 1988 bajo la DT. de Miguel Ángel Arrué igualó el primer lugar con Defensor Lima pero en el partido extra cayó en la definición por penales. Terminó en segundo lugar detrás del Boys en la Segunda de 1989 que le dio la posibilidad de disputar una repesca ante San Agustín donde tras dos empates (0-0 y 1-1) se definió en un tercer partido que nuevamente terminó igualado 1-1 pero en la definición por penales cayó derrotado 5-4. En 1990 quedó en tercer lugar del torneo de Segunda.
En 1991 descendió de la  Segunda y participó al año siguiente de la Etapa Regional de la Copa Perú donde luego de vencer 4-0 a Juan Mata el 16 de diciembre de 1992 logró el retorno a Segunda para el torneo de 1993 en el que terminó en quinto lugar. 
En la Segunda División 1994 volvería a descender tras quedar colero. La Palma retornó a jugar la Liga de Huacho, en donde fue descendiendo hasta llegar a la Tercera División distrital, la categoría inferior del fútbol peruano. A finales del 2008, por el torneo de Tercera División de su liga compartió el primer lugar de su grupo con Juventud Cono Sur. Con ello, el conjunto celeste logró el ascenso a la Segunda División distrital.
Logró su ascenso a la Primera División de Huacho en octubre de 2012 tras lograr el título de su serie en la Segunda distrital. En 2015 fue subcampeón distrital tras perder el título en el partido de desempate por 3-1 con Deportivo Venus. Fue eliminado por Santa Rosa de Caldera en la segunda fase de la Etapa Provincial. En los años siguientes no pudo superar la etapa distrital. 
En 2022 volvió a descender a la Segunda División distrital pero posteriormente fueron anulados los descensos en su liga. Al año siguiente no participó del torneo por problemas administrativos por lo que descendió nuevamente.

## Uniforme
- Uniforme titular: Camiseta blanca, pantalón blanco, medias blancas.
- Uniforme alternativo: Camiseta celeste, pantalón negro, medias negras.

## Sede
El club cuenta con su local propio ubicado en la calle La Palma N.º 133 en la ciudad de Huacho.

## Datos del club
- Temporadas en Primera División: 6 (1979-1980, 1984-1987)
- Temporadas en Segunda División: 7 (1983, 1988-1991, 1993-1994).

## Jugadores
Walter Minetto es el jugador más representativo en la historia de Juventud La Palma. Jugó durante más de 20 años en el club y fue parte del equipo durante sus dos etapas en la Primera División.

## Entrenadores
- Jorge Rojas La Torre (1977)
- Mario Gonzales (1978)
- Diego Agurto (1979)
- Arantes De Souza (1980-1981)
- Orlando De La Torre (1981-1982)
- Pascual Cornejo (1983)
- Víctor Zegarra (1984)
- Luis Roth (1984)
- Luis Ridout (1985)
- Luis Pau (1986)
- Juan José Tan (1986)
- José Fernández (1987)
- Miguel Ángel Arrué (1988)
- Juan Forero (1990)
- Julio Espejo (2012)
- Manuel Tiburcio Alva (2013)
- Lino Sánchez Ramírez (2014)
- Manuel Tiburcio Alva / Walter Mineto (2015-2016)
- Jesús Arias Diaz (2017)
- Walter Espinoza(2024)

## Palmarés

### Torneos nacionales
- Copa Perú (1): 1978.
- Subcampeón de la Segunda División del Perú (2):  1988, 1989.
- Subcampeón de la Copa Perú (2): 1977, 1981.

### Torneos regionales
- Liga Departamental de Lima (2): 1972, 1976.
- Liga Distrital de Huacho: 1971, 1972, 1974.
- Subcampeón de Liga Departamental de Lima: 1974.
- Subcampeón de Liga Distrital de Huacho: 2015.